# 구아르디알피에라
구아르디알피에라(이탈리아어: Guardialfiera)는 이탈리아 몰리세주 캄포바소도의 코무네다. 캄포바소로부터 북동쪽 30km 거리에 있다. 이곳은 비페르노 강의 댐으로 인해 만들어진 구아르디알피에라 호수가 보이는 언덕 꼭대기에 위치해있다.

## 역사

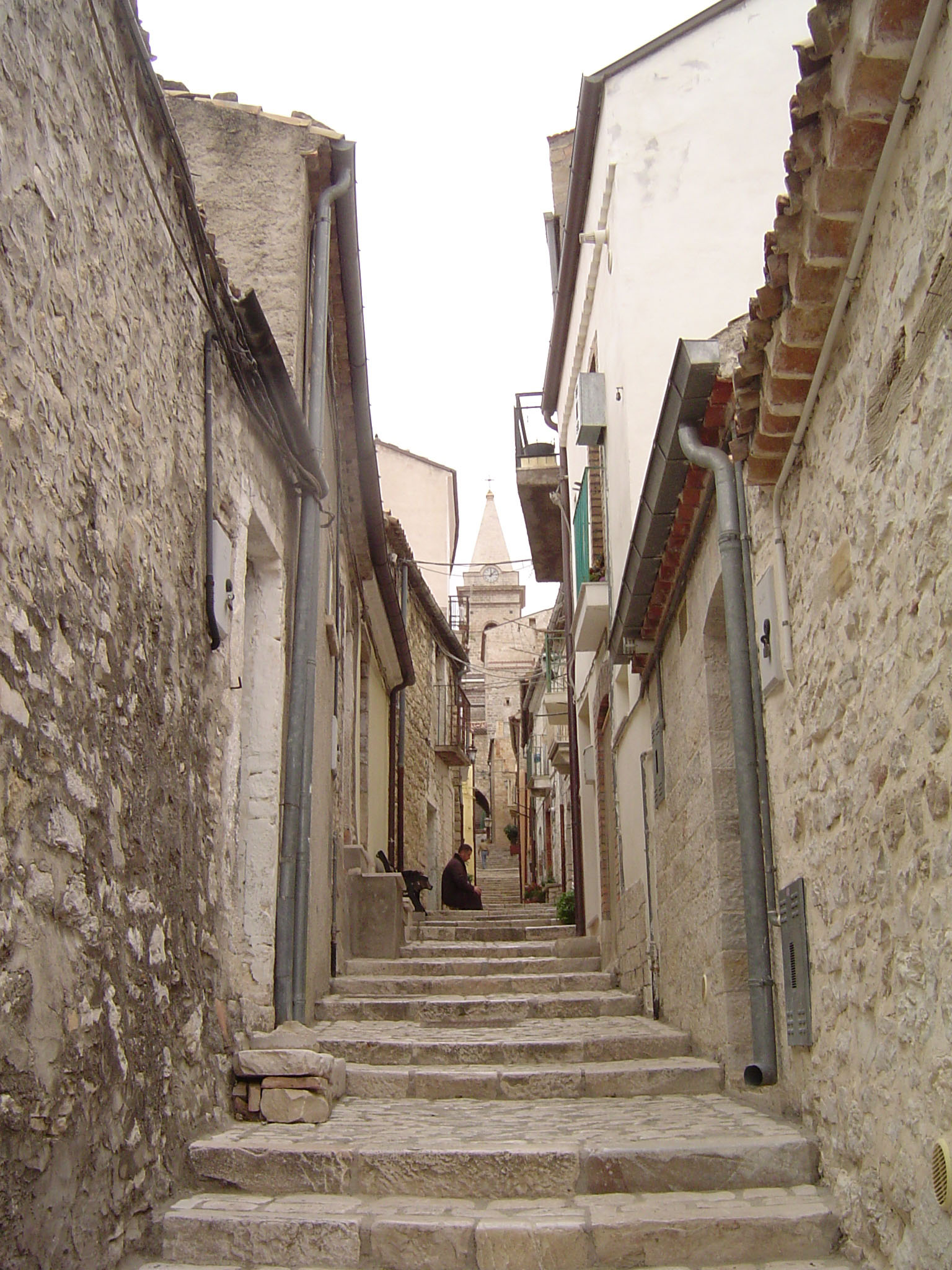
Via Carlo Romeo in the old section of Guardialfiera.

구아르디알피에라는 최소한 11세기이후부터는 꾸준하게 사람들이 거주했던 곳이다. 존재하는 보고서에 따르면 로마 시대의 탑이 10세기까지는 마을 서쪽 끝부분에서 보였다고 한다. 마을의 본래 이름은 밝혀지지않았으며, 1049년에 마을을 정복했던 라리노의 롬바르드족 군주의 이름인“알피에의 수호병”이나“아달페리오의 수호병”에서 전래됐을 것이다.
1053년에 교황 레오 9세는 구아르디알피에라를 라리노 근처 마을들을 점령한 노르만족들을 상대로 공격을 위한 거점으로 사용하였다. 1053년 6월 18일에 아풀리아의 노르만 백작 오트빌의 험프리는 치비타테 전투에서 교황 레오 9세를 격파했다. 구아르디알피에라의 주교석은 1053년의 사건에 대한 마을의 역할을 표창하면서 1061년 교황 알렉산데르 2세에 의해 설립되었다.
1130년에 마을은 노르만 왕 시칠리아의 루지에로 2세에게 정복당했다. 지속적으로 이곳은 1350년까지 솔리아코(Soliaco) 가문에게 지배를 받았으며, 그후에는 마르차노(Marzano) 가문의 지배를 받았다. 1550년에 이곳은 디 카푸아(Di Capua) 가문에게 전해졌고 그후에는 데 블라이스(De Blaiis)가문에게, 그리고 1636년에는 루파라(Lupara)의 지배자 페리(Ferri) 가문에게 전해졌다. 1639년에 페리 가문의 마지막 후손이 상속인이 없이 죽었고 구아르디알피에라는 세라피노 비스카르디(Serafino Biscardi)에게 기부되었다. 1688년에 마을은 지진으로 인하여 완전히 파괴되어 재건되었다. 콘스탄티노 레마이트레(Constantino Lemaitre)가 1793년에 마르퀴스(Marquis)의 칭호를 얻기 위해 이곳의 토지를 매입하였다. 레마이트레 가문은 1806년에 봉건제가 금지당하면서 구아르디알피에라의 마지막 봉건군주였다.
20세기 초에 많은 주민들이 북미로 이주를 갔으며, 특히 캐나다 몬트리올로 많이 갔다.

## 산타 마리아 아순타

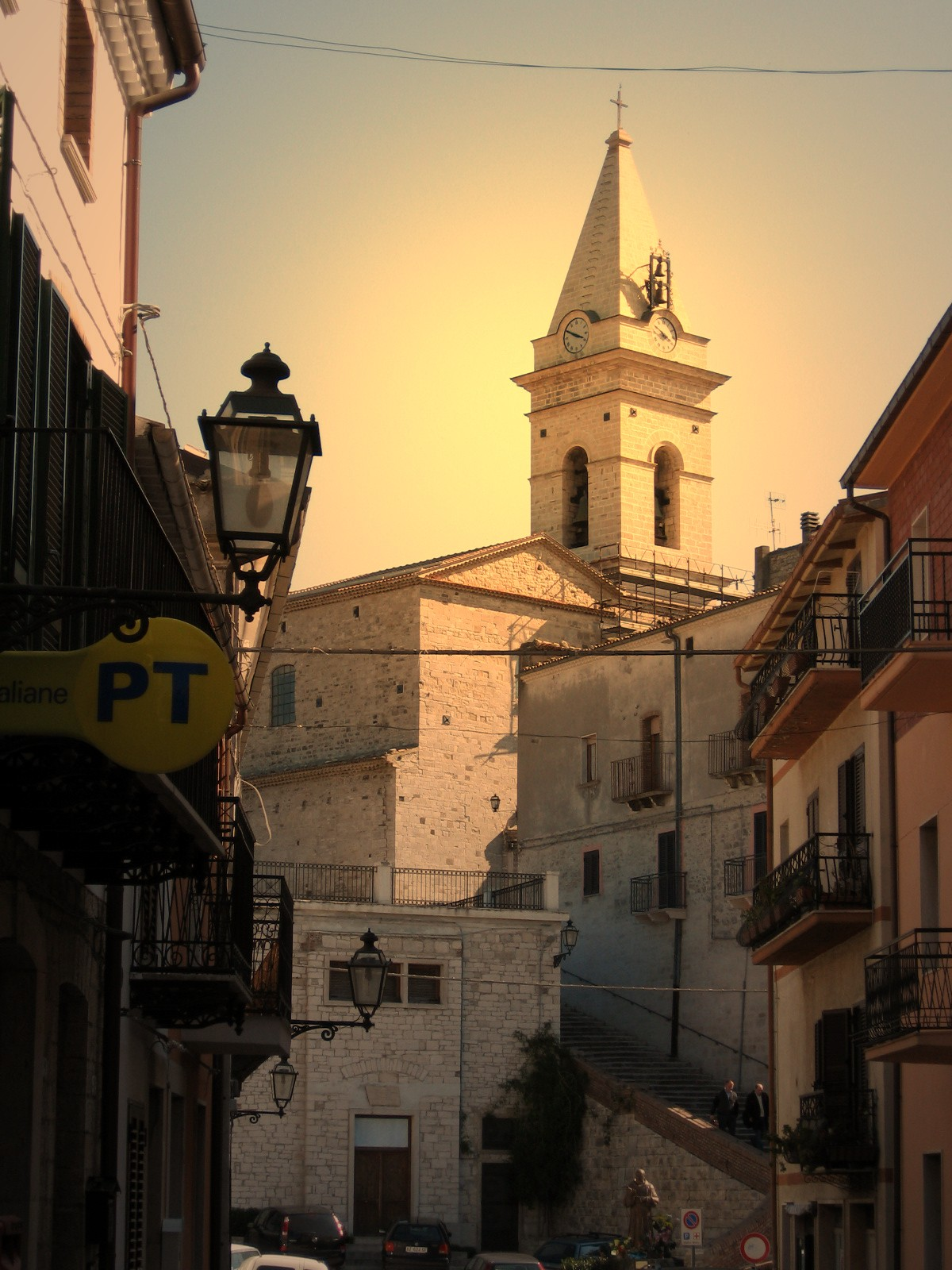
산타 마리아 아순타.

마을의 주교회 산타 마리아 아순타는 최소 11세기에 지어진 건물이다.